# Smicrophylax simplex
Smicrophylax simplex là một loài Trichoptera trong họ Hydropsychidae. Chúng phân bố ở miền Australasia.